# 巴西日报
《巴西日报》（葡萄牙語：Jornal do Brasil），大型葡萄牙文日报，由Editora JB发行。该报创刊于1891年4月1日创刊于里约热内卢，是现存的历史第三古老的巴西报纸。初期持保守主义立场，后来1956年历经改革，吸收了一批青年记者，对政府的批评日益尖锐。1980-1990年代更由于揭露腐败而遭到严重压制。2002年出售给Nelson Tanure后又经历了一些调整，但仍维持偏左翼的立场。
2012年8月31日起，巴西日报停止了印刷版，改為網上報紙。